# Деминский
Деминский — хутор в Новоаннинском районе Волгоградской области России, административный центр Деминского сельского поселения. Хутор расположен при балке Голой в 37 км от города Новоаннинский
Население — 839 (2010)

## История
Хутор относился к юрту станицы Дурновской Хопёрского округа Области Войска Донского. В Списке населённых мест Земли Войска Донского по переписи 1859 года хутор не значится. Согласно Списку населенных мест Области войска Донского по переписи 1873 года на хуторе насчитывалось 40 дворов, в которых проживало 180 мужчин и 172 женщины
Согласно переписи населения 1897 года на хуторе проживали 217 мужчин и 219 женщин. Большинство населения было неграмотным: грамотных мужчин — 69 (31,8 %), грамотных женщин — 8 (3,65 %).
Согласно алфавитному списку населённых мест Области Войска Донского 1915 года земельный надел хутора составлял 1818 десятин, в населённом пункте проживали 251 мужчина и 262 женщины, имелись хуторское правление и приходское училище.
С 1928 года хутор в составе Новоаннинского района Хопёрского округа (упразднён в 1930 году) Нижне-Волжского края (с 1934 года — Сталинградского края,, с 1936 года Сталинградской области). Хутор являлся центром Деминского сельсовета

## География
Хутор находится в степной местности, в пределах Хопёрско-Бузулукской равнины, являющейся южным окончанием Окско-Донской низменности, при вершине балки Голой, на высоте около 120-140 метров над уровнем моря. На юге граничит с хутором Косовский. Почвы - чернозёмы обыкновенные.
По автомобильным дорогам расстояние до областного центра города Волгоград составляет 280 км, до районного центра города Новоаннинский — 37 км. В 9 км к северо-западу расположен хутор Большой Головский, в 8 км к югу - хутор Мартыновский, в 9 км к востоку - хутор Красный Дубовский.
Часовой пояс
Деминский, как и вся Волгоградская область, находится в часовой зоне МСК (московское время). Смещение применяемого времени относительно UTC составляет +3:00.

## Население
Динамика численности населения по годам:
| 1873 | 1897 | 1915 | 1987  | 2002 |
| ---- | ---- | ---- | ----- | ---- |
| 352  | 436  | 513  | ≈1100 | 954  |

| 2010 |
| ---- |
| 839  |